# Національна галерея сучасного мистецтва (Рим)
Національна галерея сучасного мистецтва (італ. Galleria Nazionale d'Arte Moderna , скорочено GNAM) — художній музей в Римі (Вілла Боргезе). 
Заснований 1883 року. 
У його 75 залах представлено більше 5000 полотен і скульптур різних епох. Велика колекція італійського живопису XIX—XX століть.

## Галерея

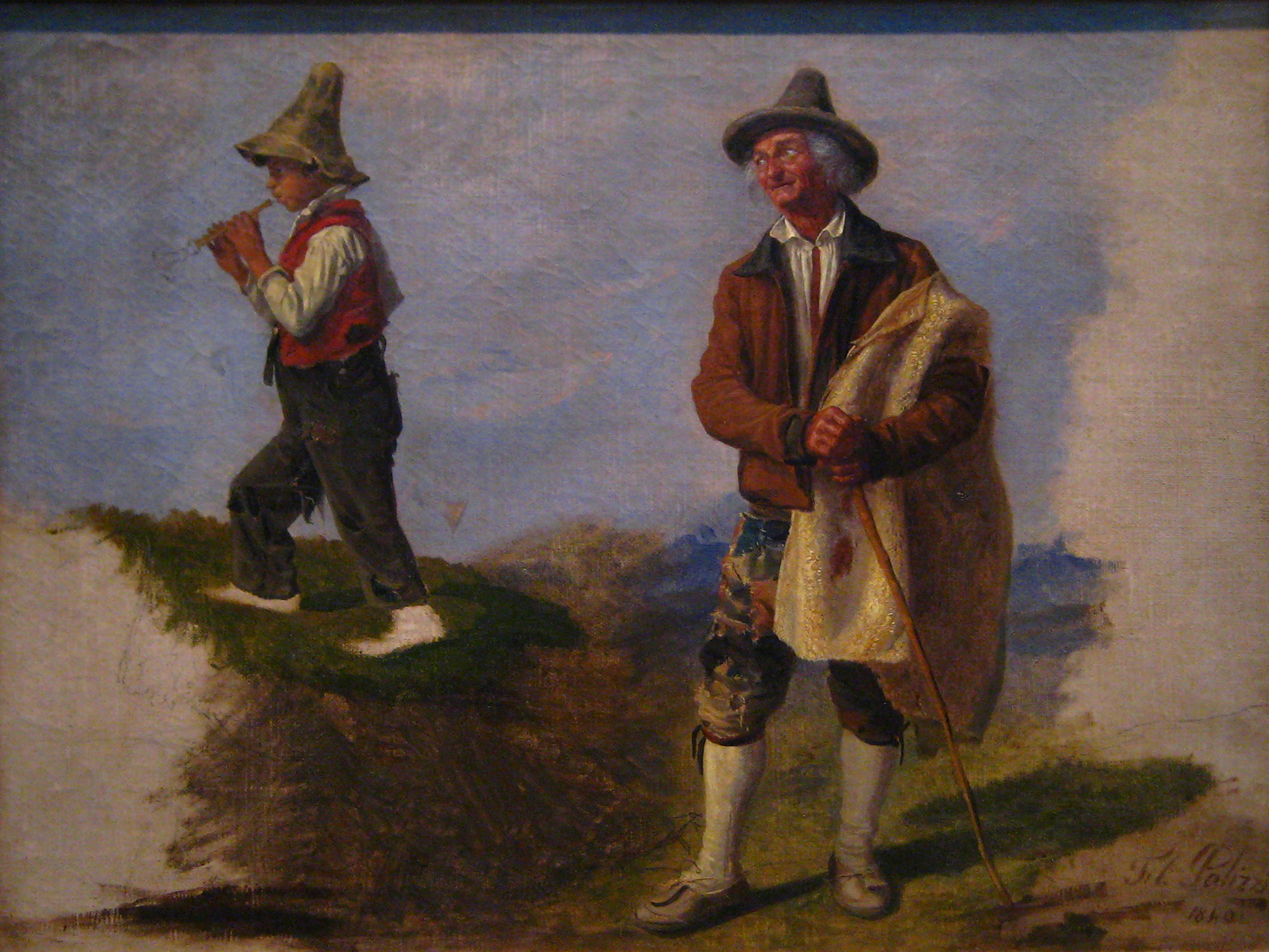
Філіппо Палацці  Селянин з хлопчиком, що грає на сопілці
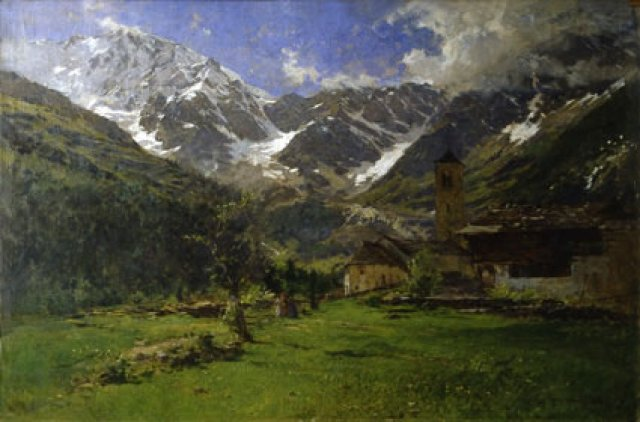
Eugenio Gignous: Монте Роза
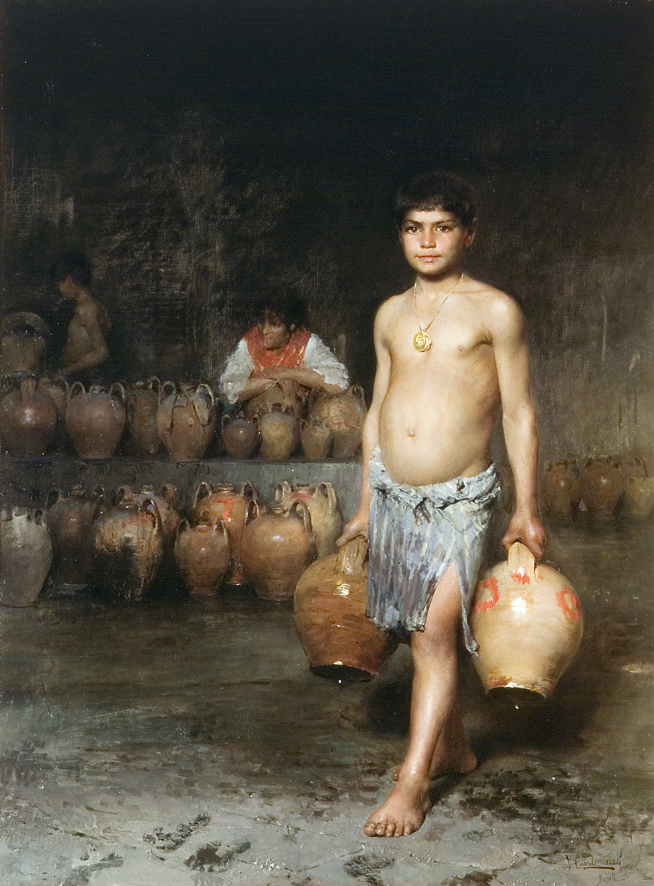
Вінченцо Капріле: L'acqua zurfegna a Santa Lucia
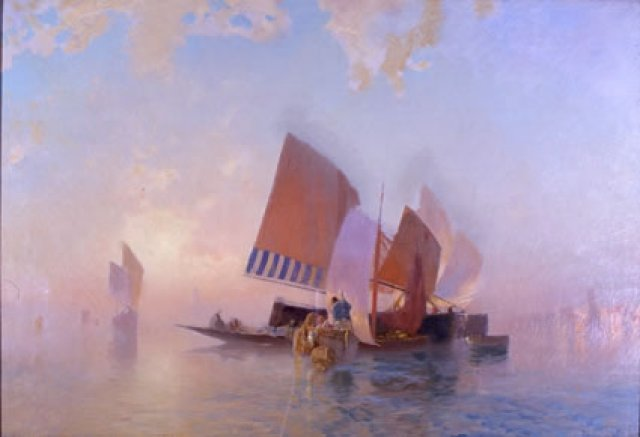
Едуардо Дальбоно: Порт у Венеції
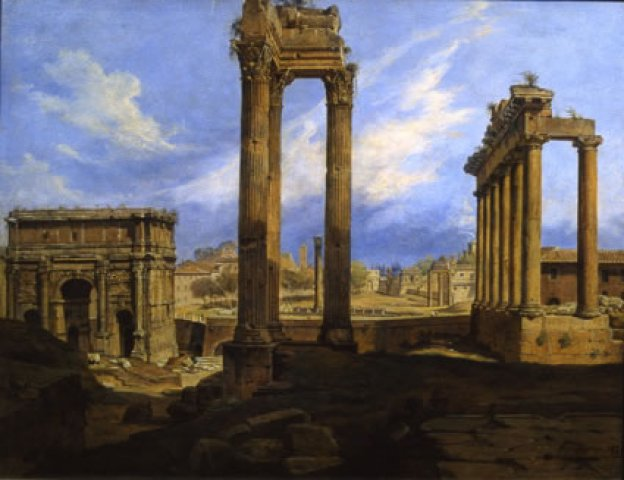
Jean Faure: Римський форум
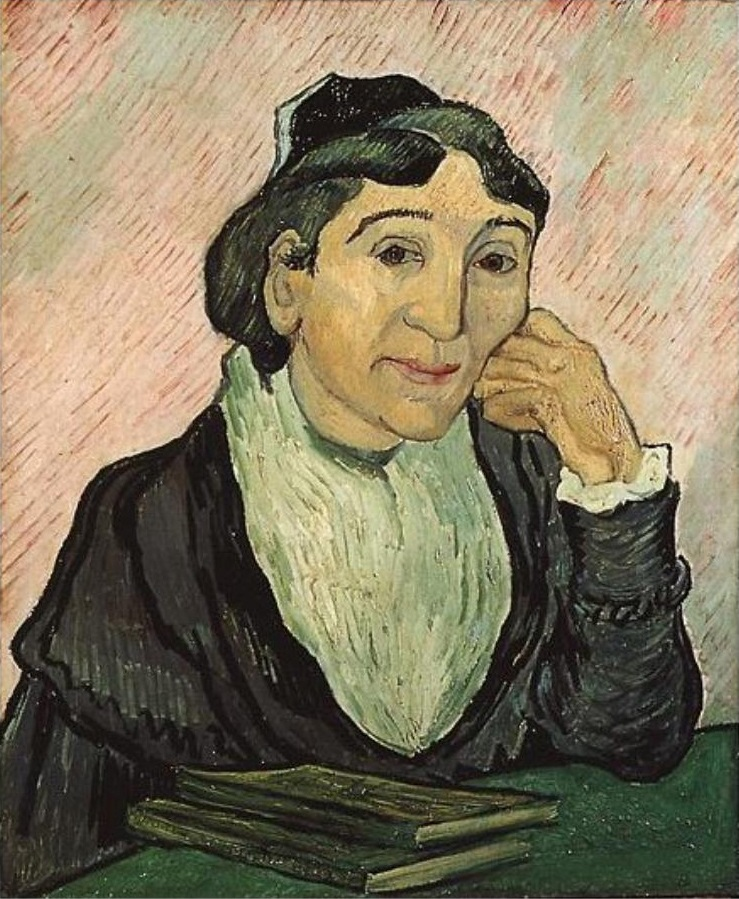
Вінсент ван Гог: Арлезіанка («Портрет мадам Жину»)
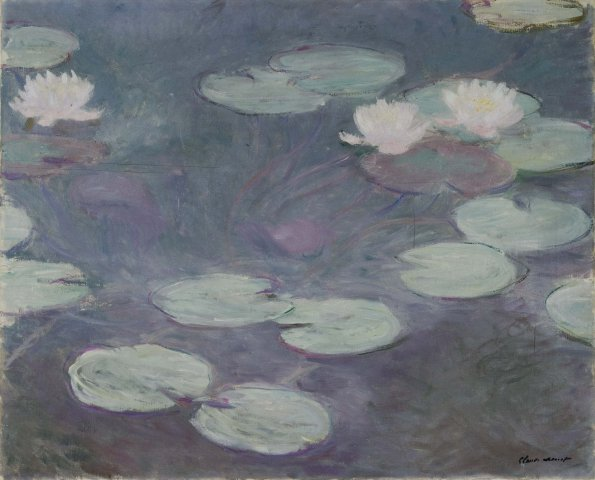
Клод Моне: Латаття
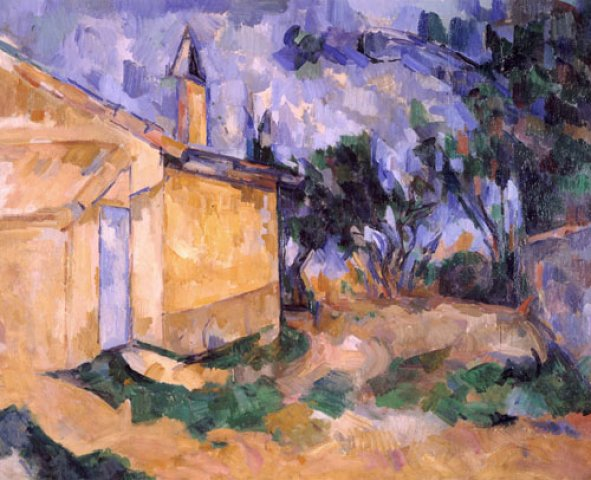
Поль Сезанн: Le Cabanon de Jourdan
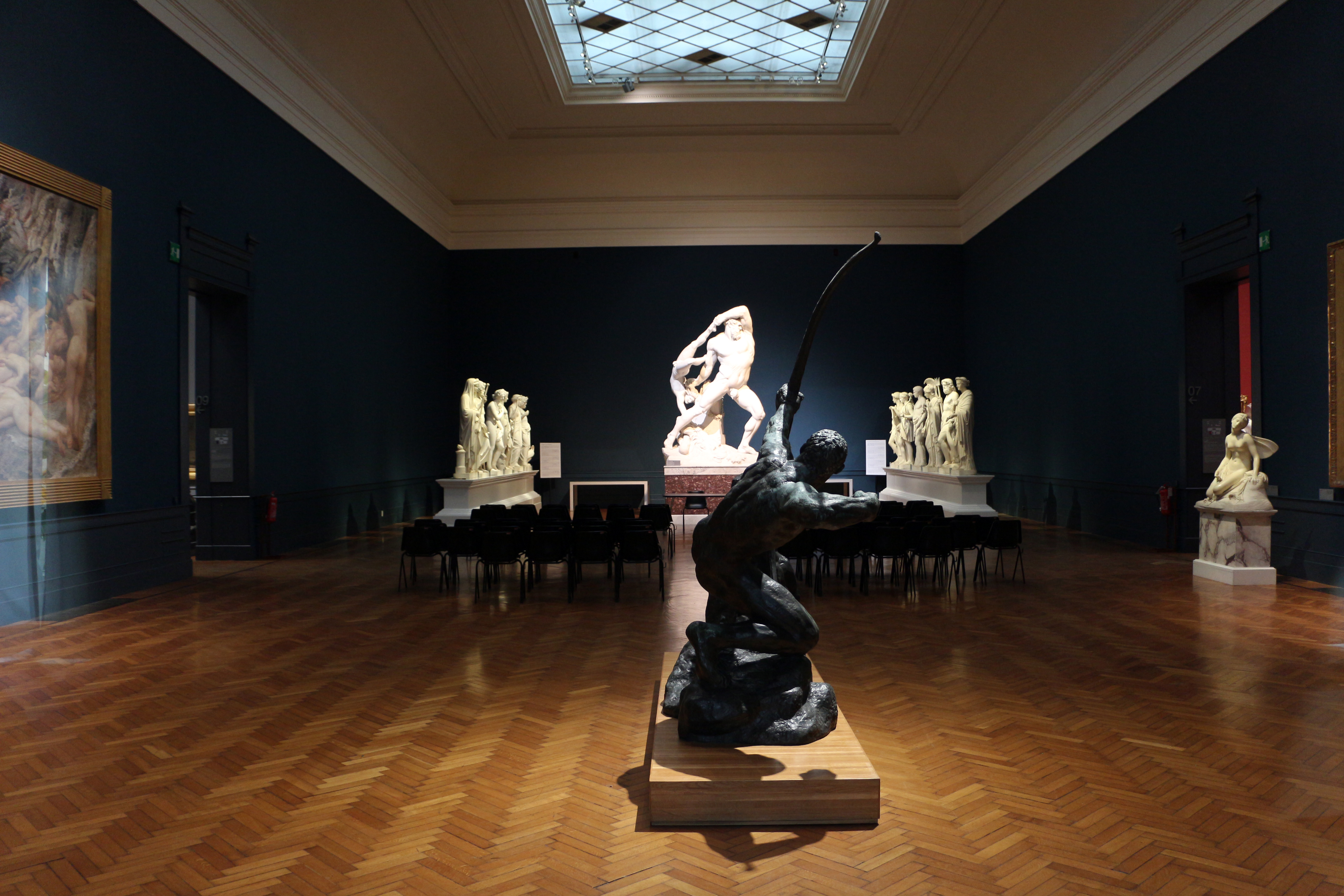
Зал Канови
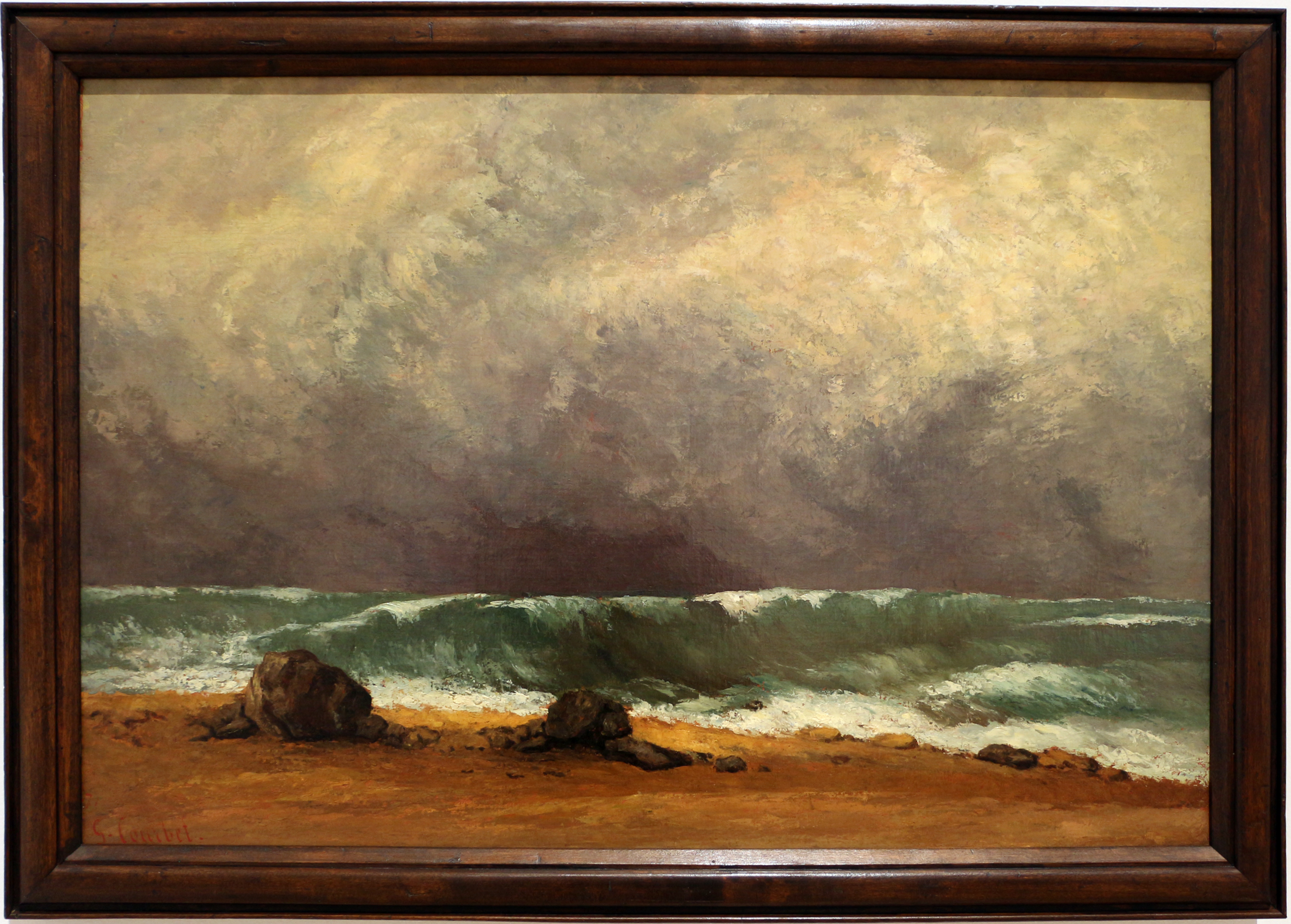
Гюстав Курбе: Хвиля
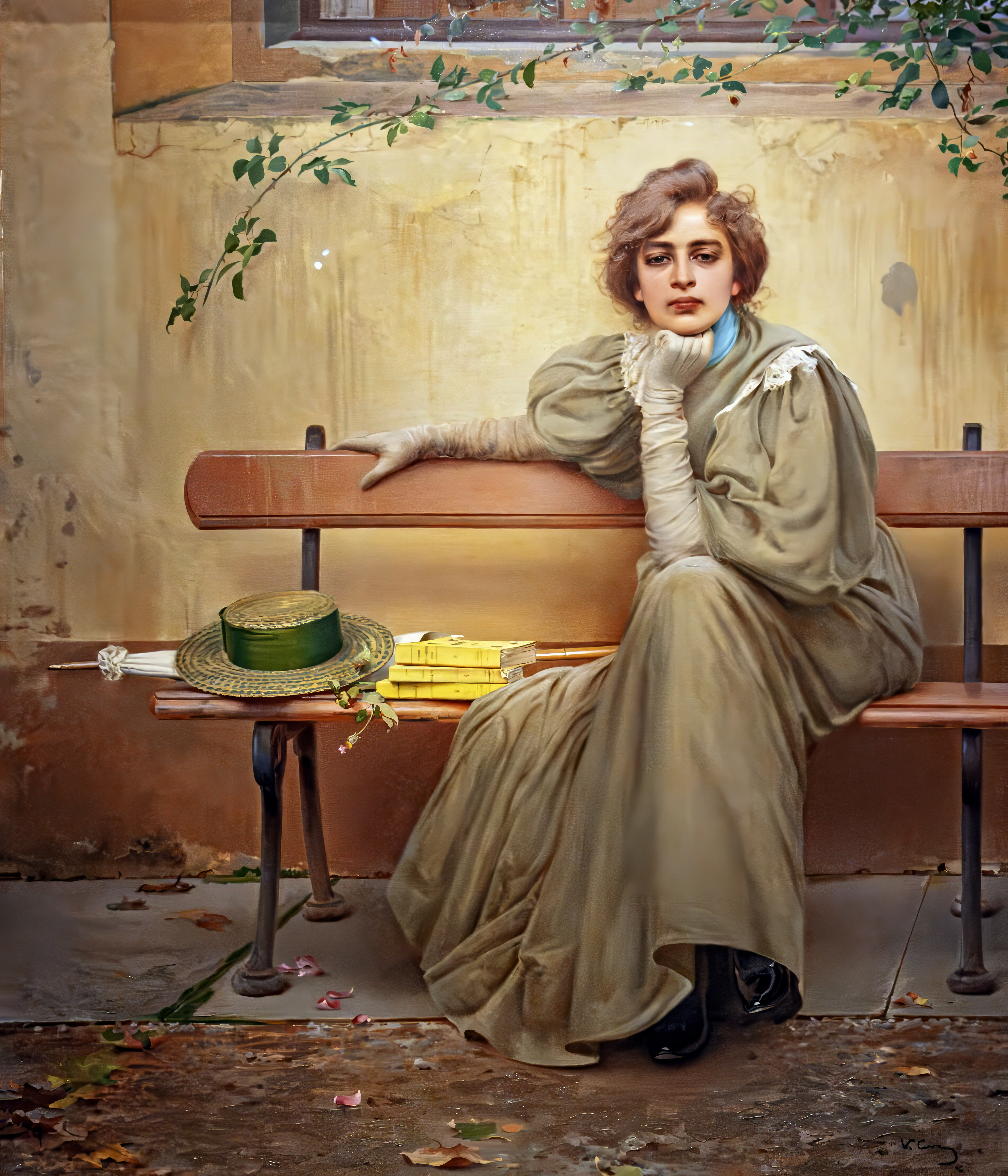
Вітторіо Коркос: Мрії
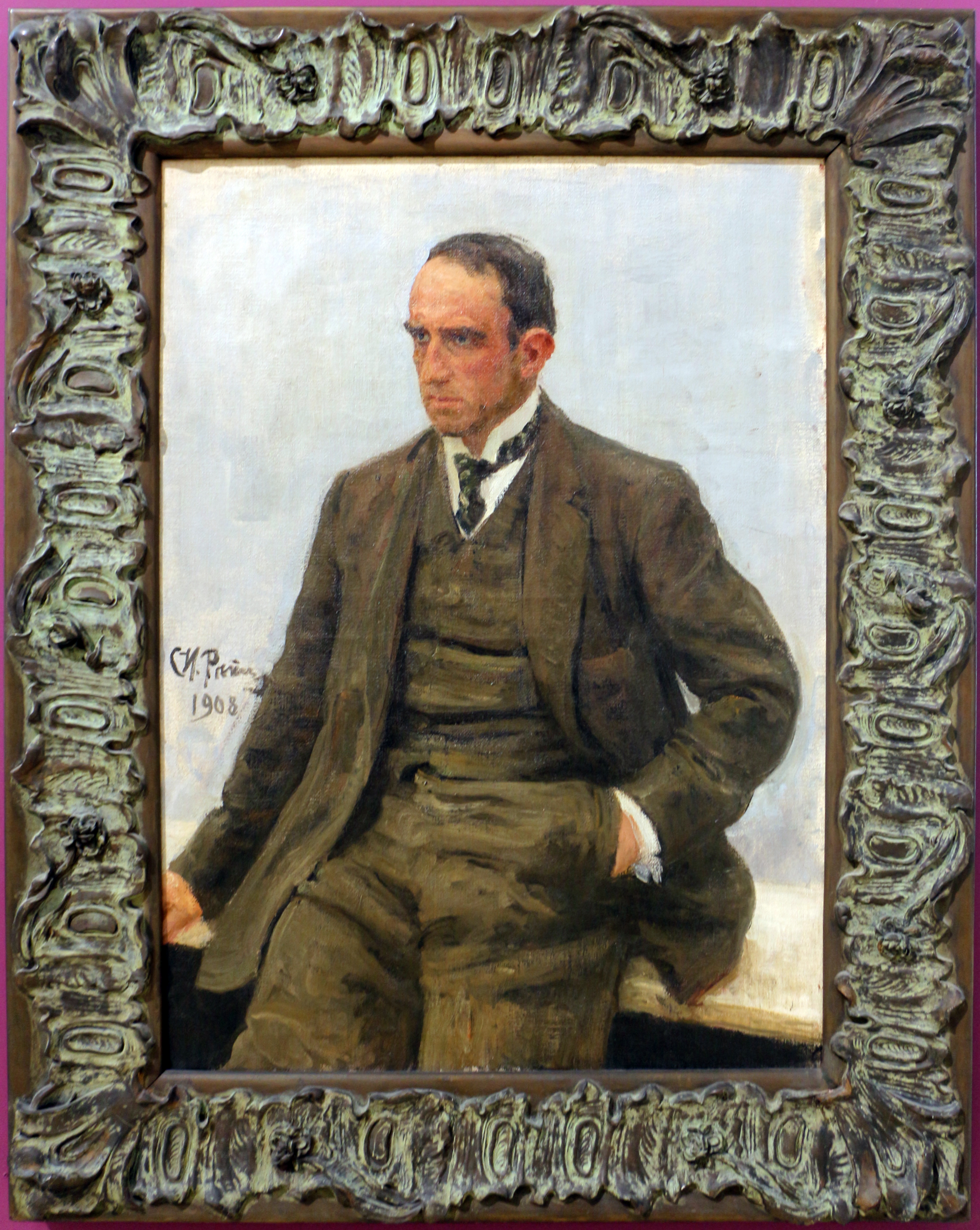
І. Рєпін: Портрет П. П. Трубецького
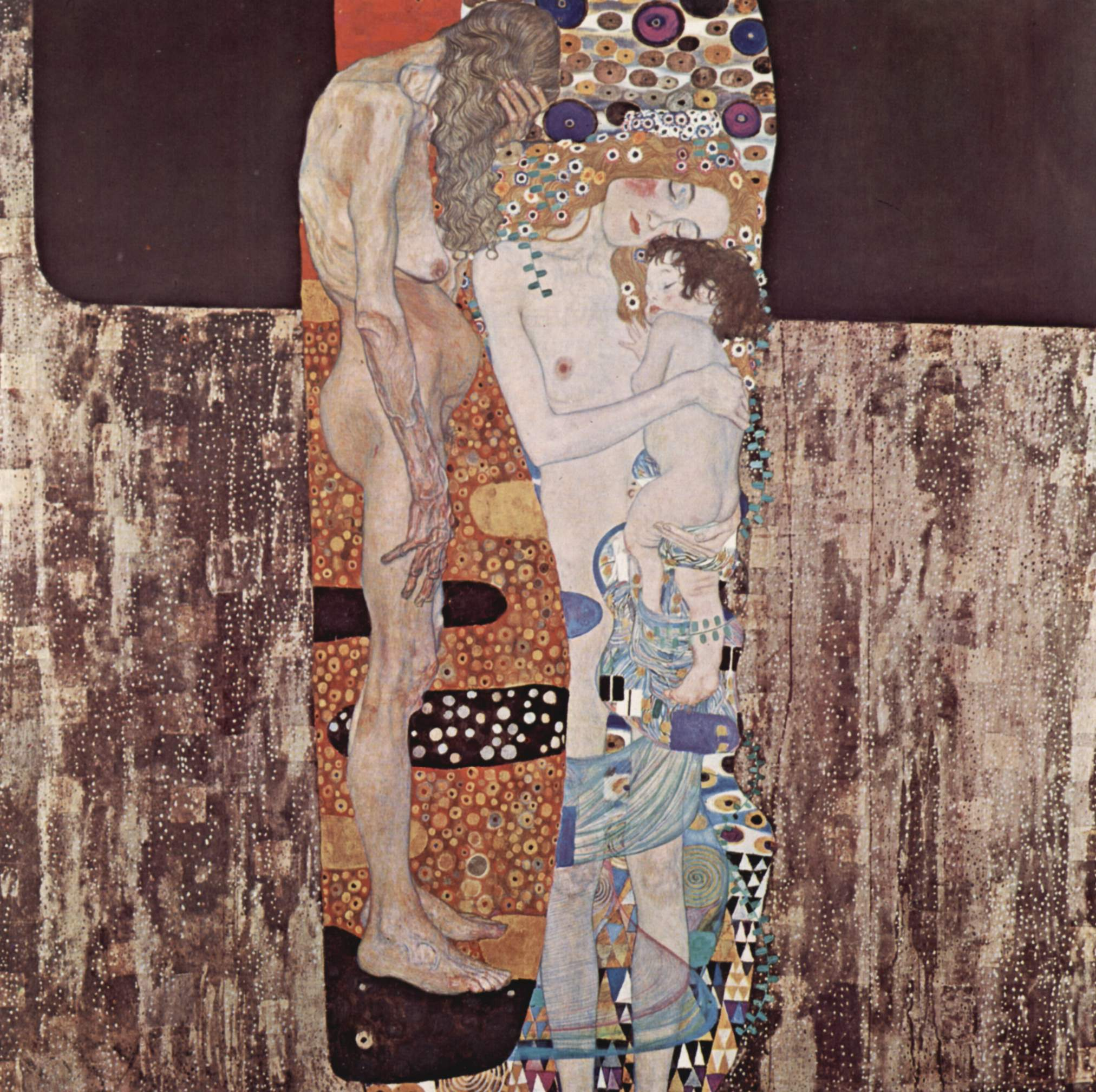
Густав Клімт: Три жіночих пори
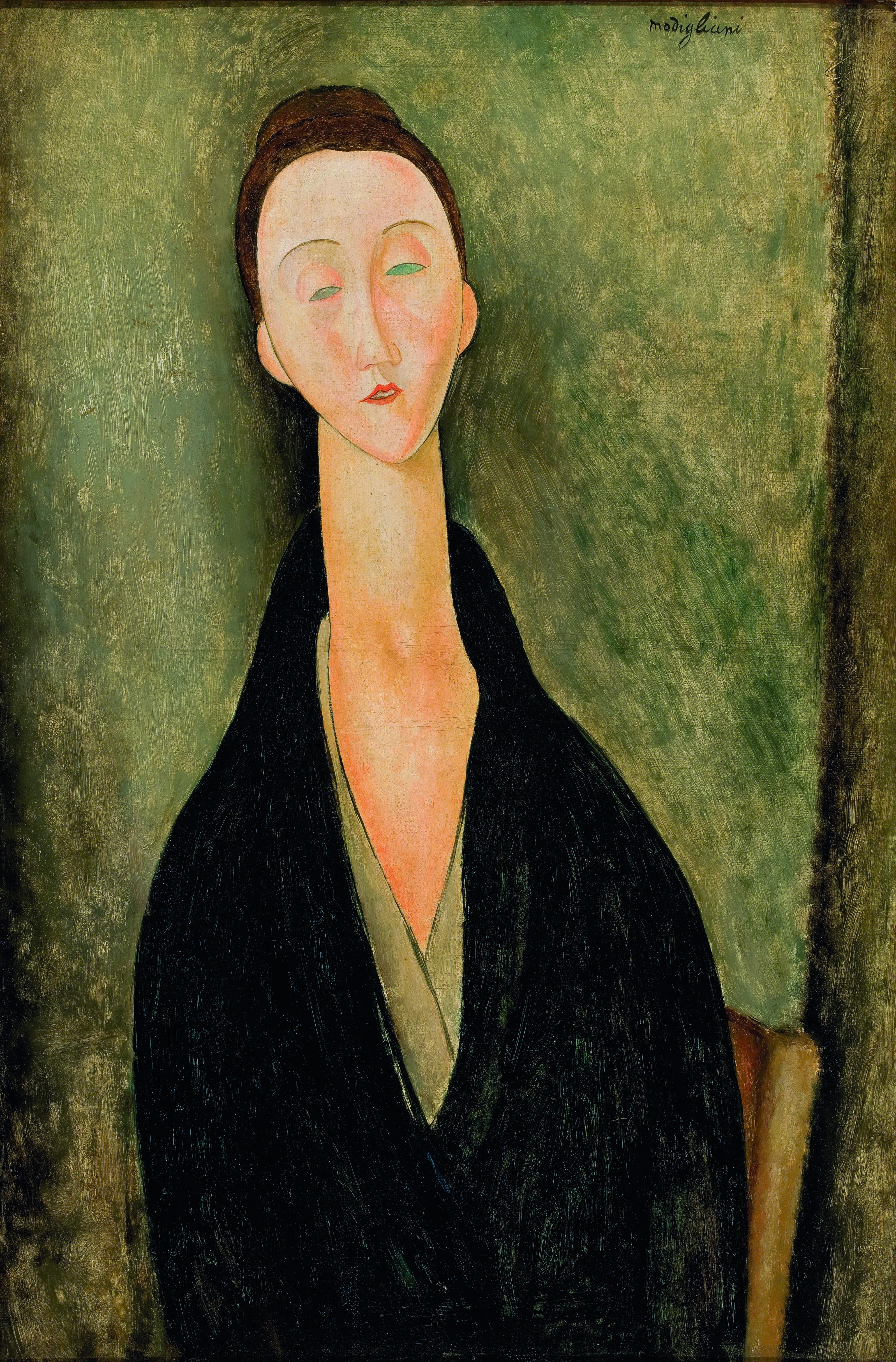
Амедео Модільяні: Портрет Анни Зборовської
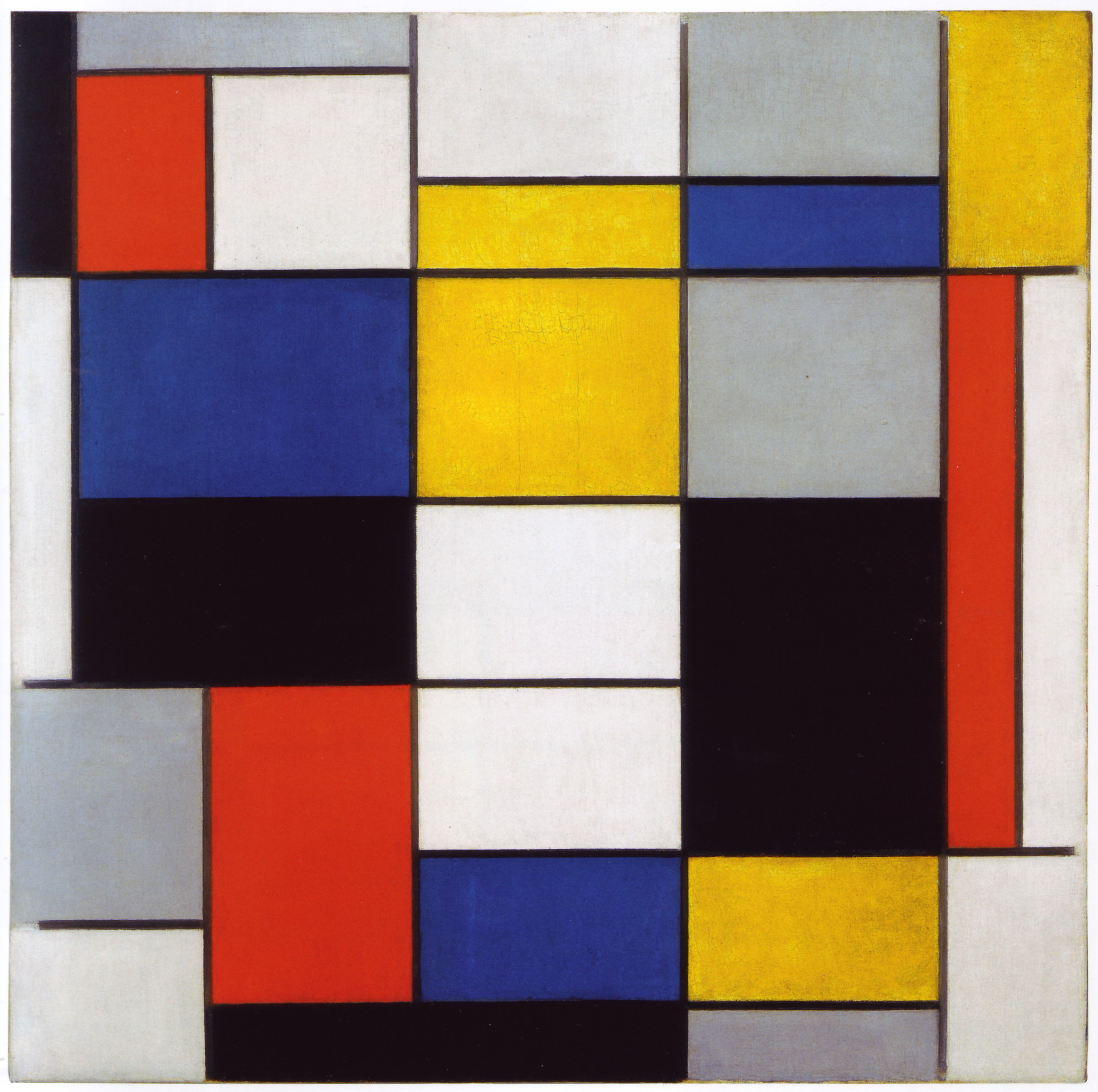
Піт Мондріан: Велика композиція